# Anisorhynchodemus
Anisorhynchodemus is een geslacht van platwormen uit de orde Tricladida.

## Naam
De wetenschappelijke naam van het geslacht werd in 2003 geldig gepubliceerd door Kawakatsu, Froehlich, Jones, Ogren & Sasaki. De naam komt van het Griekse aniso, dat betekent ongelijk, verschillend, onregelmatig of niet-vergelijkbaar. 'Verschillende rhynchodemus-soorten' dus. Het geslacht Anisorhynchodemus is namelijk een vergaarbak voor moeilijk plaatsbare soorten.

## Uiterlijke kenmerken
Omdat het om verschillende soorten gaat, is er alleen een globale beschrijving. Het zijn kleine (tot 3 cm) landplatwormen met een ovaal of afgeplat lichaam en twee grote ogen nabij het taps toelopende vooreind. Kleur en patroon van de lengtestrepen op de rug kunnen variëren, maar de exemplaren die in Nederland gevonden zijn, hadden een donkergrijs tot zwart gekleurde rug met twee bleke lengtestrepen.

## Voorkomen
Aangezien dit een collectieve groep is, varieert de herkomst. Hij kent wereldwijde verspreiding. Voor Europa is het een exoot, gevonden in Zwitserland en in kassen in Engeland; in Nederland alleen aangetroffen in kassen in Rotterdam, Amsterdam (Apenhuis Artis) en Arnhem (Burgers Zoo). Platwormen verspreiden zich via de internationale potplantenhandel.

## Algemeen
De worm is tweeslachtig. De soort leeft op het land, nabij zoet water of onder andere vochtige omstandigheden, zoals onder rottend hout in de schaduw. De platworm is een exoot in Nederland en er zijn weinig vindplaatsen.
Platwormen die in Nederland gesignaleerd zijn, kunnen met twee eenvoudige sleutels gedetermineerd worden:
- Zoekkaart
- Digitale soortenzoeker